# Podryjowate

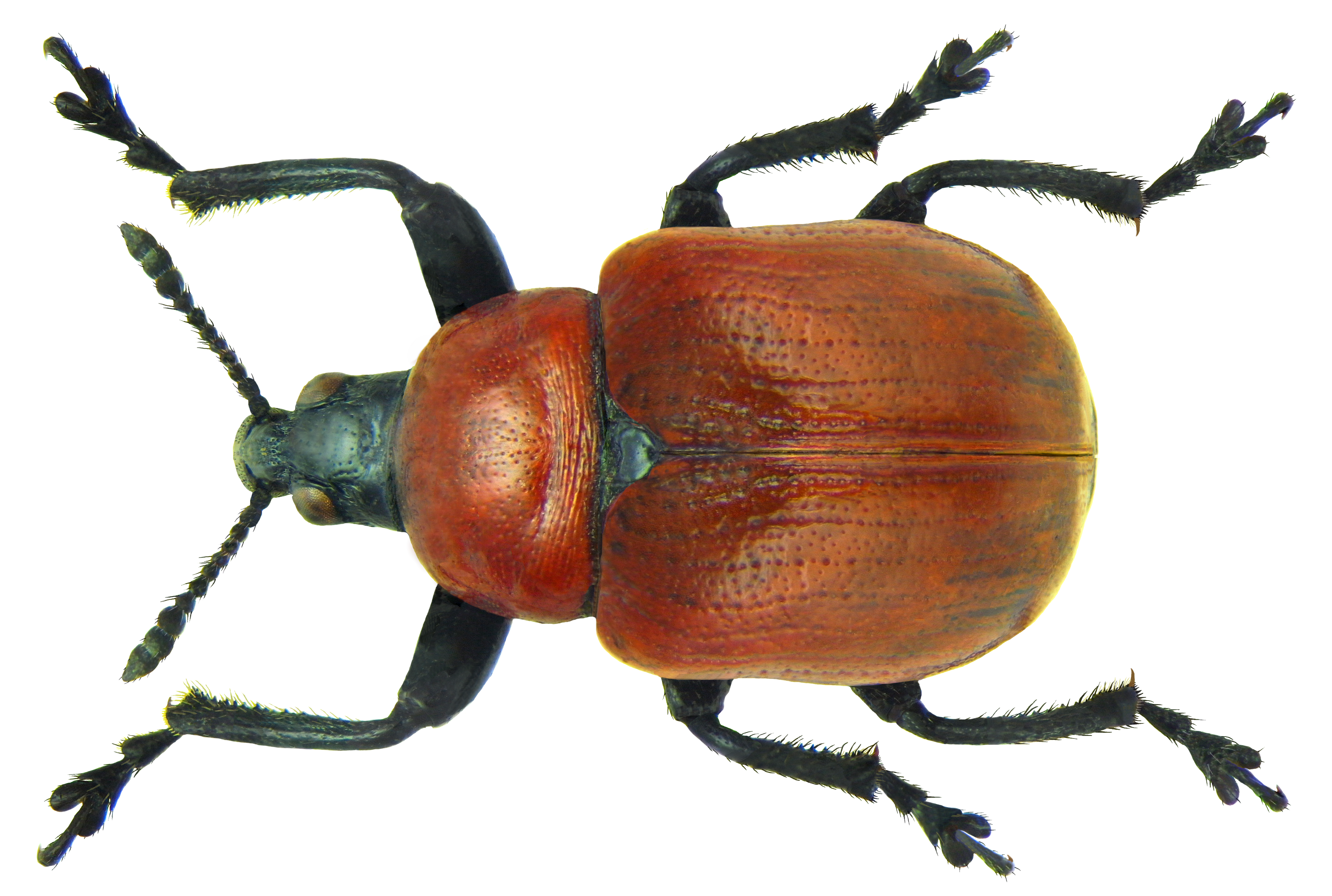
Podryj dębowiec

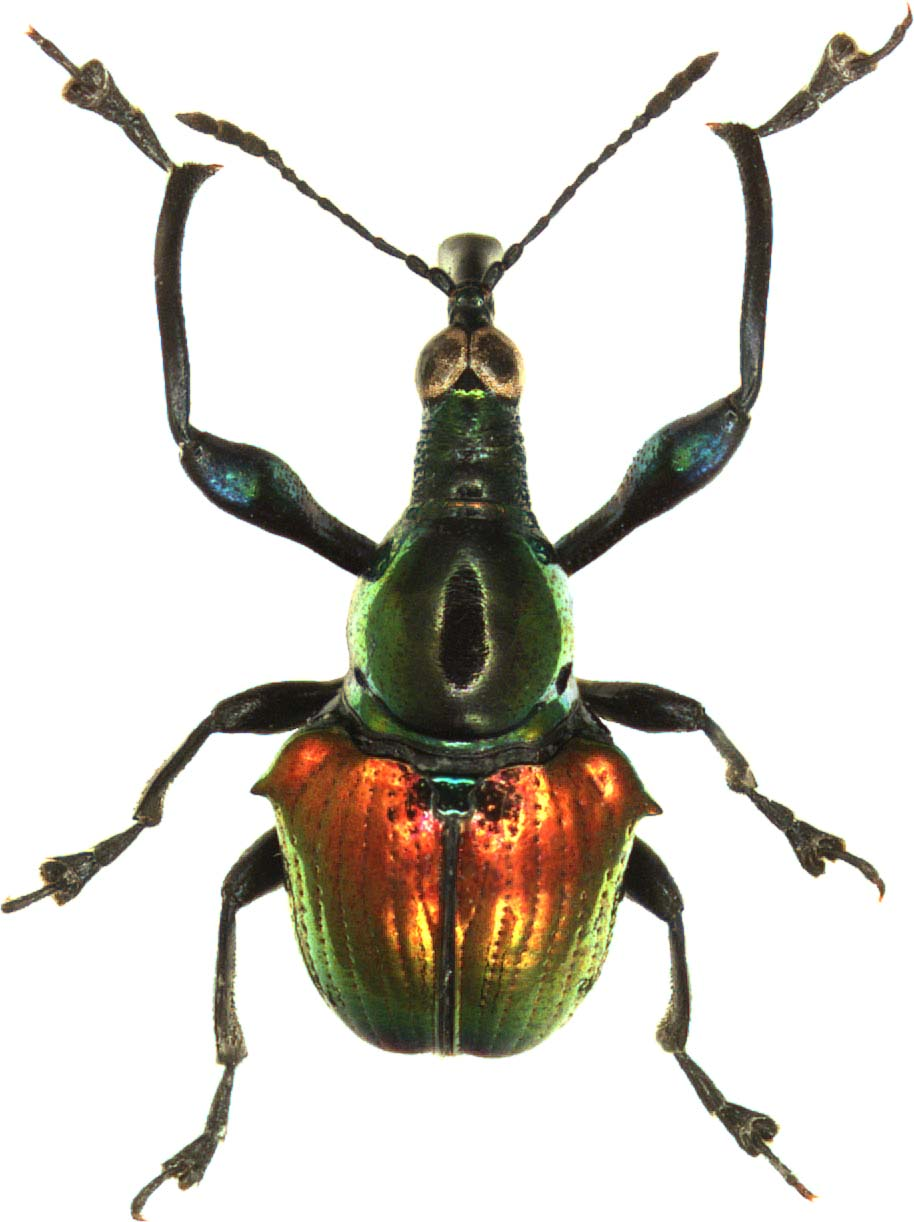
Euops cupreosplendens

Podryjowate, podryjkowate (Attelabidae) – rodzina chrząszczy z podrzędu wielożernych i nadrodziny ryjkowców.

## Systematyka
Główne rozbieżności w systematyce tej rodziny dotyczą włączania do niej lub nie tutkarzowatych (Rhynchitidae). W systematyce chrząszczy opublikowanej przez J.F. Lawrence’a i A.F. Newtona w 1995 roku oraz tej opublikowanej przez P. Boucharda i innych w 2011 roku Rhynchitinae są włączane w randze podrodziny do podryjowatych. W takim układzie polska nazwa zwyczajowa tutkarzowate może być potraktowana jako synonim podryjowatych. W systemie Boucharda podryjowate dzielą się na 5 podrodzin: Attelabinae, Apoderinae, Rhynchitinae, Isotheinae i Pterocolinae.
Wielu autorów uznaje jednak podryjowate i tutkarzowate za osobne rodziny, np. E.C. Zimmerman (1994), Wanat i Mokrzycki (2005), E. Colonnelli (2003) czy A.A. Legałow (2010). Takie podejście stosują w 2016 roku również strony Fauna Europaea, Wykaz chrząszczy Polski On-Line i Biodiversity Map. W systemie Legałowa do tutkarzowatych włączone są także w randze podrodzin Pterocolinae i Isotheinae, a do Attelabidae należą 3 podrodziny: Attelabinae, Apoderinae i Archolabinae.

## Opis
Opis podany został ujęciu zawężającym podryjowate do Attelabinae i Apoderinae. Ciało przeciętnie bardziej krępe niż u tutkarzowatych, u gatunków polskich z wierzchu pozbawione włosków. Za oczami głowa u Attelabinae równoległoboczna i krótsza od ryjka, u Apoderinae zaś za oczami znacznie dłuższa niż ryjek. Czułki bez kolankowatego zgięcia. Żuwaczki na brzegu zewnętrznym zaokrąglone, na wewnętrznym ostre, zachodzące na siebie. Golenie przedniej pary odnóży z wyraźnymi ząbkami na krawędzi wewnętrznej. Wierzchołki goleni z 1-2 zagiętymi, dużymi kolcami. Stopy o pazurkach u nasady zrośniętych i pozbawionych ząbków.

## Biologia i występowanie
Samice składają jaja do tutek utworzonych ze zwiniętych liści. Larwy żerują na więdnącej tkance roślinnej. Przepoczwarczają się w glebie lub na jej powierzchni.
W Polsce występują tylko 3 gatunki: oszynda leszczynowiec (Apoderus coryli), Compsapoderus erythropterus i podryj dębowiec (Attelabus nitens).